# Okręgowe rozgrywki w piłce nożnej woj. rzeszowskiego (1960/1961)
Okręgowe rozgrywki w piłce nożnej województwa rzeszowskiego w sezonie 1960/1961.

OZPN Rzeszów

## Klasa A

### Grupa Północna
- Od 1957 do 1960 w rozgrywkach ligowych uczestniczył zespół RKS Sanoczanka, powstały w wyniku fuzji KS Górnik Sanoczanka Sanok i ZKS Stal Sanok. W rundzie jesiennej sezonu 1960/1961 drużyna występowała jako RKS Sanoczanka, zaś od rundy wiosennej tego sezonu jako ZKS Stal.
- Do wyższej klasy ligowej (III liga 1961/1962) awansowali triumfatorzy z obu grup, a do niższej klasy rozgrywkowej (klasa B) zostały zdegradowane po dwie ostatnie drużyny z obu grup[1][2].
- Tabela grupy Południowej nie uwzględnia meczu Bieszczady Rzeszów – Nafta Jedlicze z ostatniej kolejki, który został przełożony, lecz w późniejszych wydaniach dziennika „Nowiny Rzeszowskie” nie opublikowano wyniku tego spotkania. Tym niemniej, wobec zdobyczy punktowej tychże zespołów, rezultat tego meczu nie wpłynąłby na ich końcową kolejność w tabeli.